# Camel Productions
Camel Productions är ett amerikanskt skivbolag, grundat år 1991.
Skivbolaget grundades av Andrew Latimer för att säkra framtiden för det engelska bandet Camel. År 1990, efter managern lämnat bandet, sålde Latimer och hans fru Susan Hoover huset i London och flyttade till USA, där de efter ett musikaliskt sabbatsår och en våldsam press av fansen, startade upp skivbolaget med medel från det sålda huset.
Skivbolaget är bara ägt och drivt av och för Camel. Drivet av några få medarbetare till musikern Latimer, och med ett massivt stöd från vänner och fans, så koncentrerar sig Camel Productions bara om bandet, och släpper inte in andra grupper till skivbolaget. Detta eftersom de inte vill vara fokuserade på något annat än sig själva. Camel Productions gav ut sitt första album, Dust and Dreams, år 1991 och har sedan dess givit ut flera utgåvor i form av cdskivor, kassetter, vhs och dvd. Detta samt andra bandartiklar finns på deras officiella webbplats, som också innehåller officiella bilder, nyheter och annat.
Sommaren år 2005 la Andrew Latimer Camel Productions på is och flyttade tillbaka till England. I oktober samma år kom den sista utgåvan i form av en dvd med diverse konsertklipp från bandets historia.
| - 1991 – Dust and Dreams - 1992 – On The Road 1972 (Live) - 1993 – Never Let Go (Live) - 1994 – On The Road 1982 (Live) - 1996 – Harbour of Tears - 1997 – On The Road 1981 (Live) - 1999 – Rajaz - 1999 – Coming of Age (Live) - 2002 – A Nod and a Wink |  | - 2000 – Coming Of Age (vhs, Live från 1997-turné) - 2002 – Coming Of Age (dvd, Live från 1997-turné) - 2003 – Curriculum Vitae (dvd, om bandets historia) - 2003 – Pressure Points (dvd, Live från 1984-turné) - 2004 – Camel Footage (dvd, diverse konsertklipp) - 2005 – Camel Footage 2 (dvd, diverse konsertklipp) |